# Оборона Пратс-де-Рей
Оборона Пратс-де-Рей (исп. Batalla de Prats del Rey) представляла собой боевое противостояние на позициях вокруг Пратс-де-Рей, которое велось с сентября по декабрь 1711 года параллельно с осадой Кардоны во время Войны за испанское наследство. 
Сражение было частью наступления армий Бурбонов, начатого во второй половине 1711 года с целью отвоевать Каталонию до начала переговоров в Утрехте, которые должны были начаться в январе 1712 года.
В начале сентября герцог Вандом решил наступать на Пратс-де-Рей и 16 сентября передислоцировал свою армию (43 тысячи) из Серверы и Аграмунта. Он развернул армию в боевой порядок на высотах справа от реки Ноя.

## Ход обороны

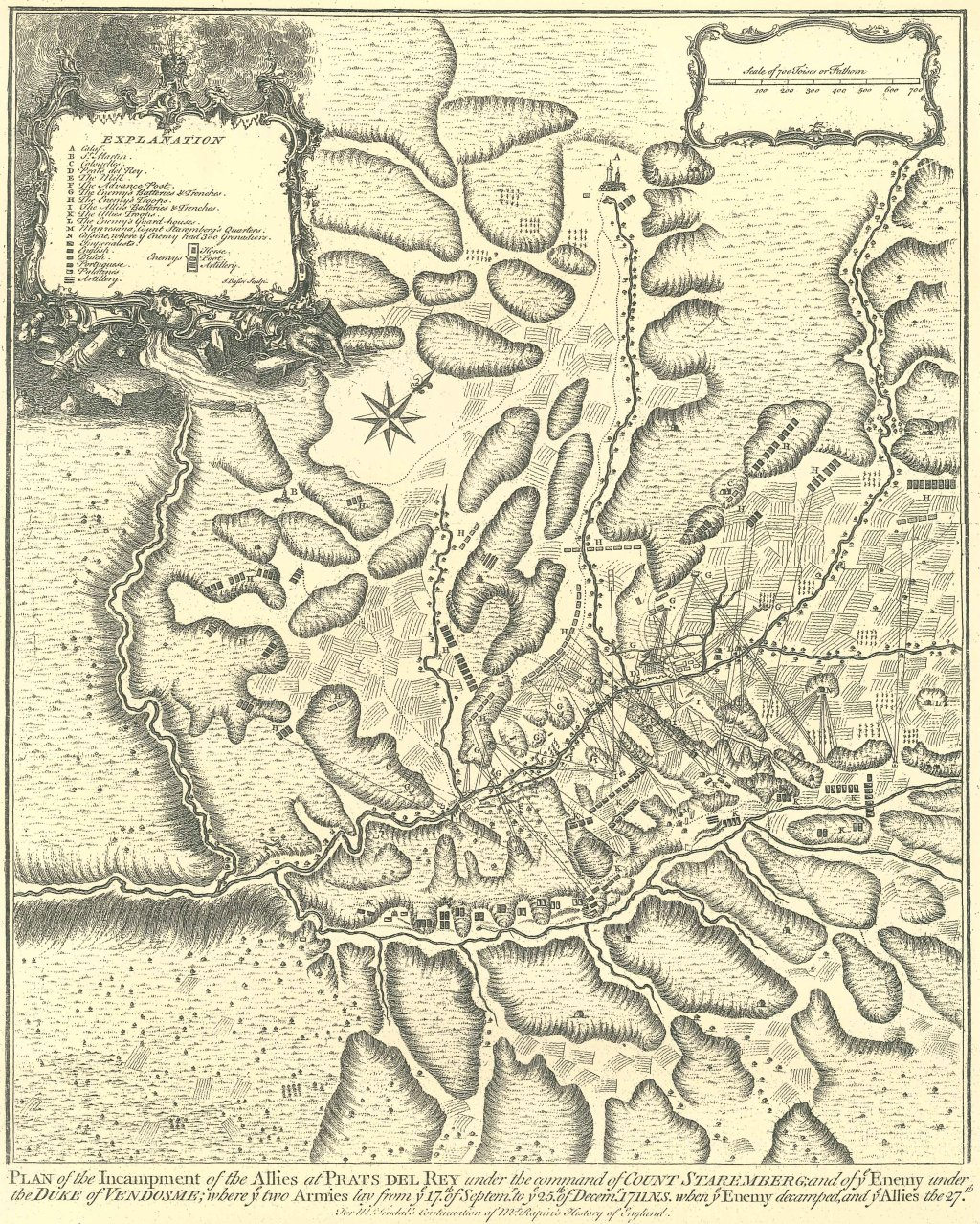
Карта сражения.

17 сентября года австрийские войска (5 батальонов) заняли позиции в посёлке Пратс-де-Рей и на флангах, пытаясь преградить путь армии Бурбонов на Барселону. Всего войска Штаремберга насчитывали около 23 000 солдат в составе 36 батальонов, 44 эскадронов и 500 гусар, но не хватало артиллерии. Обе армии были размещены на поле боя, а укрепленный город находился прямо посередине между ними. 
На следующий день после прибытия артиллерии Вандом приказал открыть огонь по союзникам на всем протяжении линии. Артиллерия Штаремберга все еще была в пути, и его армия понесла тяжелые потери. Весь день 18-го шли бои с переменным успехом, особенно у мельницы Альбареда. В итоге обе армии закрепились на своих позициях. 
Чтобы предотвратить потерю посёлка, Штаремберг приказал выкопать траншеи. Вечером 21 сентября в лагерь союзников прибыли 18 пушек и 2 гаубицы. 22-23 сентября батареи успешно обстреливали французские позиции, заставив их отодвинуться за цепь холмов.
26 сентября франко-испанцы заложили свою первую параллель перед Пратс-де-Рей. 28 сентября артиллерия союзников обстреляла позиции Вандома у посёлка.
30 сентября огонь французских батарей уничтожил часть стен посёлка. Ночью 2 октября французы заложили вторую параллель перед Пратс-де-Рей.
10 октября французские сапы достигли стен посёлка, и было заложено несколько мин, обваливших стену. 11 октября батареи Вандома пробили брешь в укреплениях Пратс-де-Рей. В течение октября продолжались взаимные бомбардировки позиций и посёлка.
1 ноября полковник О'Дуайер с 200 пехотинцами различных полков атаковал французов за их правым флангом на мельнице, отбросил защитников, поджег мельницу и вернулся без потерь. 2 и 4 ноября взорвались еще французские мины, но никакого ущерба не причинили.
Одновременно с боями у Пратс-де-Рей шла оборона Кардоны, расположенной в 30 милях к северо-востоку, поэтому несколько раз группы солдат с порохом и пулями в корзинах покидали лагерь союзников, чтобы помочь защитникам и этого посёлка, который, наконец, 22 декабря отразил атаку войск Бурбонов. Столкнувшись с поражением у стен Кардоны, 24 декабря 1711 года франко-испанские войска начали отступление и от Пратс-де-Рей и 27 декабря заняли зимние квартиры.